# Marea Ducesă Tatiana Nicolaevna a Rusiei
Marea Ducesă Tatiana Nikolaevna a Rusiei (Tatiana Nikolaevna Romanova) (rusă Великая Княжна Татьяна Николаевна), (10 iunie (S.N.) 1897 - 17 iulie 1918), a fost a doua fiică a ultimului autocrat al Rusiei, împăratul Nicolae al II-lea al Rusiei și a soției lui Alexandra Feodorovna (Alix de Hesse). S-a născut la Peterhof, Sankt Petersburg.

## Copilărie

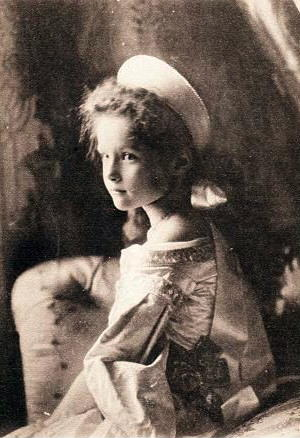
Marea Ducesă Tatiana în 1904.

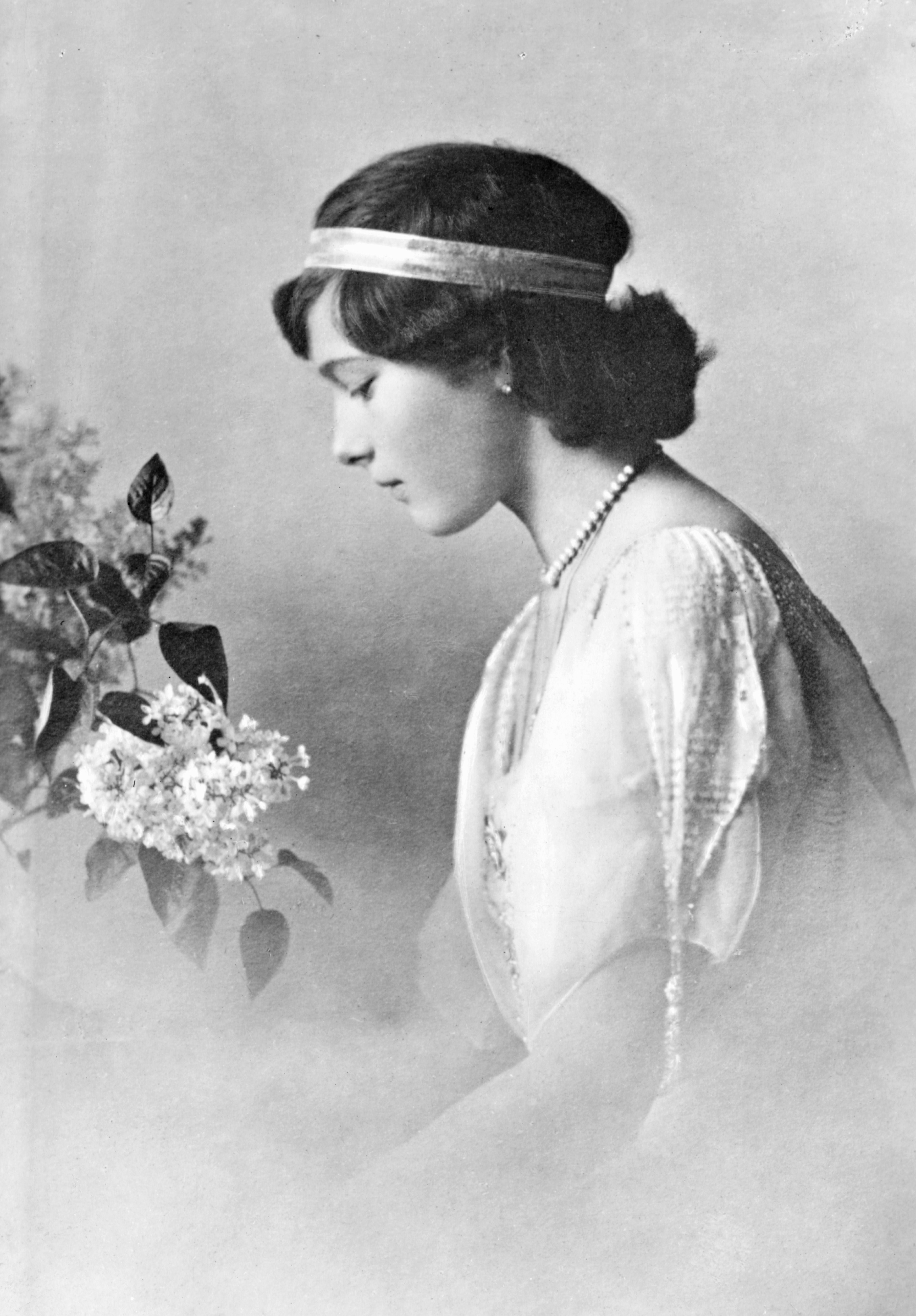
Marea Ducesă Tatiana în 1914.

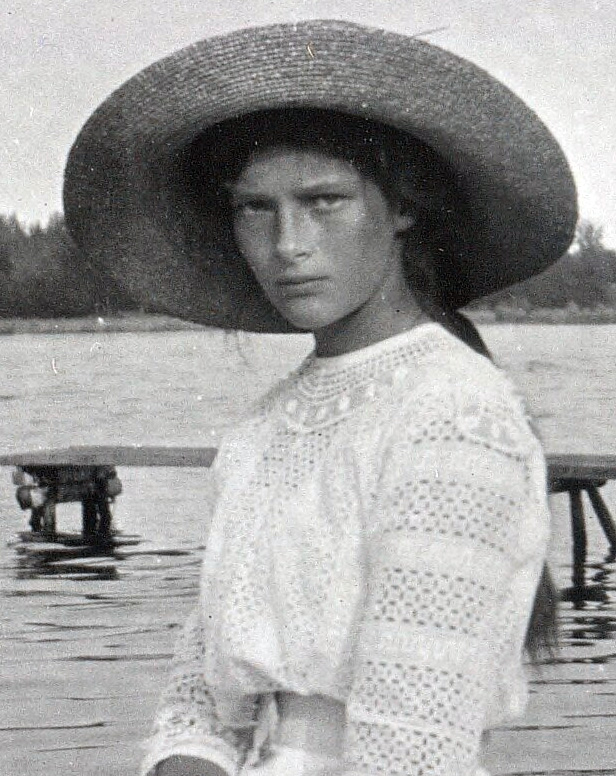
Marea Ducesă Tatiana Nicolaevna în 1910 în timpul unei croaziere cu familia la bordul navei Standart.

Tatiana a fost descrisă ca fiind înaltă și subțire, cu păr castaniu și ochi de un albastru-gri închis, rafinată, elegantă. era considerată de mulți curteni cea mai frumoasă dintre cele patru Mari Ducese. Dintre toate surorile, Tatiana seamănă cel mai mult cu mama sa.
Titlul rus al Mariei (Velikaya Knyazna Великая Княжна) se traduce prin "Mare Prințesă" și însemna că, Tatiana ca "Alteță Imperială" era mai înaltă în rang față de prințesele din Europa care erau "Altețe regale". Totuși, familia, prietenii și servitorii în general îi spuneau pe numele mic, folosind patronimul Tatiana Nicolaevna, sau diminutivele rusești "Tania," "Tatia," "Tatianoșca", "Tanușca."
Ca și ceilalți copii Romanov, Tatiana a fost crescută cu austeritate. Ea și surorile ei dormeau în paturi de campanie, fără perne, făceau baie cu apă rece dimineața și în cazul în care aveau momente libere trebuiau să se ocupe cu brodatul și cu tricotatul. Munca lor artizanală a fost dăruită soldaților sau vândută la bazaruri de caritate.
Tatiana și sora sa mai mare, Olga, erau cunoscute în casă sub numele de "Marea pereche" în timp ce surorilor mai mici, Maria și Anastasia li se spunea "Mica pereche". Potrivit unei însemnări într-un jurnal din 29 mai 1897 a unui văr îndepărtat al tatălui ei, Marele Duce Constantin Constantinovici al Rusiei, Marea Ducesă a primit numele "Tatiana" ca omagiu al eroinei lui Pușkin din romanul în versuri Eugene Onegin. Tatălui ei i-a plăcut ideea de a avea fiice cu numele Olga sau Tatiana, ca surorile din faimosul poem.
La fel ca cele două surori mai mici, cele două surori mari împărțeau același dormitor și erau foarte apropiate una de cealaltă încă din fragedă copilărie. În primăvara anului 1901 Olga a avut febră tifoidă și a fost izolată de surorile ei mai mici. Când a început să se însănătoșească, Tatianei i s-a permis s-o vadă pentru cinci minute însă n-a recunoscut-o. Când guvernanta ei, Margaretta Eagar, i-a spus după vizită că acel copil bolnav cu care ea a conversat era Olga, Tatiana în vârstă de patru ani a început să plângă și a protestat că acel copil ar putea fi sora ei adorată. Eagar a avut dificultăți în a o convinge pe Tatiana că Olga își va reveni.
Dintre toate surorile, Tatiana era cea mai apropiată de mama sa și era considerată de mulți ca fiind fiica favorită a Țarinei. La 13 martie 1916 Alexandra i-a scris soțului ei că Tatiana a fost singura dintre cele patru fiice care "s-a prins" atunci când ea le-a explicat cum vede ea lucrurile.
Profesorul lor francez Pierre Gilliard scria că Tatiana era rezervată și "mai echilibrată" însă mai puțin deschisă și spontană în comparație cu Olga. De asemenea, era mai puțin talentată decât Olga însă mai muncitoare și mai dedicată de a vedea proiectul finalizat față de sora ei mai mare. Colonelul Kobilinski, gardă personală la Țarskoe Selo și Tobolsk spunea că Tatiana "nu avea gust pentru artă. Poate era mai bine pentru ea dacă ar fi fost bărbat." Alții spuneau că talentul artistic al Tatianei era exprimat prin lucrurile de mână pe care le făcea, prin talentul ei de a-și alege veșminte la modă și de a-și împleti părul. La fel ca mama sa, Tatiana era profund religioasă și citea Biblia frecvent.
După ce a devenit adolescentă, Tatiana a fost atribuită unui regiment de soldați Vosnesensky cu rangul onorific de colonel. Ea și Olga, care de asemenea avea propriul ei regiment, inspectau soldații în mod regulat.
Într-un articol din decembrie 2004 a revistei Royalty Digest: A Journal of Record Peter de Malama scria că vărul său Dmitri Iakovlevici Malama, un ofițer al cavaleriei imperiale ruse, a întâlnit-o pe Tatiana când a fost rănit în 1914 și între ei a avut loc o poveste de dragoste.

## Captivitate

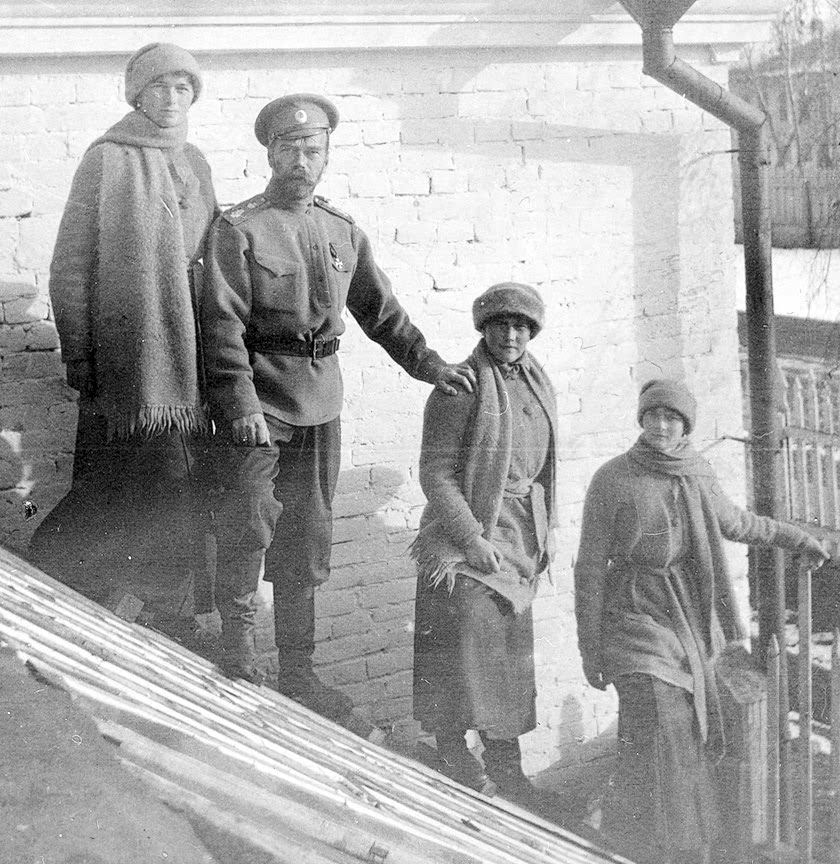
De la stânga la dreapta: Marea Ducesă Olga, Țarul Nicolae al II-lea, Marea Ducesă Anastasia și Marea Ducesă Tatiana la Tobolsk în iarna 1917-1918.

În timpul Revoluției ruse din 1917 familia este arestată inițial la reședința de la Țarskoe Selo, apoi la reședințele private din Tobolsk și Ekaterinburg din Siberia.
În aprilie 1918 bolșevicii i-au mutat pe Nicolae, Alexandra și Maria la Ekaterinburg. Restul copiilor au rămas la Tobolsk din cauza lui Alexei, care a suferit o altă criză de hemofilie și nu a putut fi mutat. Tatiana a fost cea care și-a convins mama "să înceteze să se mai chinuiască" și să ia decizia de a-și urma soțul. Alexandra a decis să o lase pe Tatina să aibă grijă de Alexei.
În timpul celor patru săptămâni cât au fost despărțiți de părinții lor, Tatiana, Olga, Anastasia, Alexei și doamnele de onoare s-au delectat cu cusutul pietrelor prețioase și bijuteriilor în îmbrăcăminte în speranța de a le ascunde de răpitorii lor, devreme ce Alexandra le scrisese că ea, Nicolae și Maria fuseseră percheziționați când au ajuns la Ekaterinburg iar lucrurile le-au fost confiscate. O scrisoare de la Demidova către Tegleva dădea instrucțiuni cum să se ocupe de "medicamente", un cod prestabilit pentru bijuterii. Bolșevicii nu au știut de bijuterii până după execuție.
La Ekaterinburg, Tatiana ocazional se alătura surorilor sale mai mici și vorbea cu gardienii Casei Ipatiev, întrebându-i despre familii și spunându-le despre speranțele ei în legătură cu viața nouă din Anglia atunci când vor fi eliberați. Mai târziu, când a venit un nou comandant la Casa Ipatiev, familiei i s-a interzis să fraternizeze cu ofițerii iar condițiile de detenție au devenit și mai stricte. Tatiana și surorile sale își spălau singure rufele și făceau pâine.
În noaptea de 16 iulie, familia a fost trezită și li s-a spus membrilor ei să coboare la demisolul casei deoarece existau tulburări în orașul de la mare și trebuie să fie mutați pentru siguranța lor. Familia a ieșit din camerele lor cărând perne, saci și alte lucruri pentru confortul Alexandrei și a lui Alexei. Iakov Iurovski, șeful detașamentului, care era fotograf profesionist, a regizat familia pentru câteva poziții foto. Alexandra, care a solicitat scaune pentru ea și Alexei s-a așezat la stânga fiului ei. Țarul stătea în spatele lui Alexei, dr. Botkin stătea la dreapta țarului, Tatiana și surorile sale stăteau în spatele Alexandrei împreună cu servitorii. La un moment dat Alexandra a șoptit fetelor ceva în engleză încălcând regula de a vorbi numai în rusă. Iurovski le-a citit sentința de execuție. Tatiana și familia ei au avut timp doar pentru câteva sunete incoerente înainte ca echipa morții sub comanda lui Iurovski să tragă. Erau primele ore ale zilei de 17 iulie 1918.
În anul 2000, Biserica Ortodoxă Rusă a decis canonizarea lui Nicolae al II-lea, a țarinei Alexandra și a celor cinci copii ai acestora.